# Trgovina ljudima u Ukrajini
Trgovina ljudima u Ukrajini-Ukrajina je zemlja porekla, tranzita i odredišta za muškarce, žene i decu kojima se trans-nacionalno trguje u svrhu komercijalne seksualne eksploatacije i prisilnog rada.
Ukrajinske žene se prodaju u Rusiji, Poljskoj, Češkoj, Turskoj, Austriji, Nemačkoj, Ujedinjenom Kraljevstvu, Sjedinjenim Američkim Državama, Italiji, Danskoj, Ujedinjenim Arapskim Emiratima, Kazahstanu, Grčkoj, Švedskoj, Španiji, Hrvatskoj, Mađarskoj, Slovačkoj, Kipru, Holandiji, Belorusiji, Japanu, Norveškoj, Južnoj Koreji i Bahreinu.
Većina Ukrajinskih žrtava trgovine ljudima prisilnog rada bili su muškarci eksploatisani u Rusiji, Češkoj i Poljskoj, pre svega primorani da rade kao građevinski radnici, mornari i radnici u fabrici i poljoprivredi.
Postoje indikacije da je Ukrajina destinacija za ljude iz susednih zemalja kojima se trguje radi prisilnog rada i seksualne eksploatacije. Pored toga, trgovina ljudima se dešava unutar Ukrajine; muškarcima i ženama se trguju unutar zemlje u svrhu radne eksploatacije u poljoprivredi i uslužnom sektoru, kao i radi komercijalne seksualne eksploatacije i prisilnog prosjačenja.
Ukrajinskom decom se trguje interno i trans-nacionalno radi komercijalne seksualne eksploatacije, prisilnog prosjačenja i prisilnog ropstva u poljoprivrednoj industriji. Istraživanje IOM-a, objavljeno u decembru 2006. godine, zaključilo je da je od 1991. godine približno 117.000 Ukrajinaca eksploatisano u Evropi, na Bliskom istoku i u Rusiji.
Vlada Ukrajine do 2008. godine nije u potpunosti ispoštovala minimalne standarde za eliminaciju trgovine ljudima; međutim, uložila je značajne napore da to učini.
Iako je bilo malo dokaza o naporima da se obuzda saučesništvo vladinih zvaničnika u trgovini ljudima i konkretnim koracima za zaštitu i pomoć žrtvama trgovine ljudima na nacionalnom nivou, lokalne vlasti su postigle određeni napredak u pružanju pomoći žrtvama.
Vlada je takođe napravila skroman, ali opipljiv napredak u poboljšanju kažnjavanja osuđenih trgovaca ljudima, procesuiranju trgovine ljudima, obuci pravosuđa i sprovođenju preventivnih aktivnosti.
Kancelarija američkog Stejt departmenta za praćenje i borbu protiv trgovine ljudima stavila je zemlju u „Nivo 2“ 2017.

## Gonjenje
Ukrajina je 2006. godine postigla napredak u krivičnom gonjenju i kažnjavanju krivičnog dela trgovine ljudima.
Vlada zabranjuje sve oblike trgovine ljudima kroz član 149 svog Krivičnog zakonika, koji propisuje kazne koje su dovoljno stroge i srazmerne onima koje su propisane za druga teška krivična dela, kao što je silovanje.
Ove godine Vlada je završila 82 krivične istrage i uhapsila 56 osoba pod optužbom za trgovinu ljudima. Ministarstvo unutrašnjih poslova je saopštilo da je broj krivičnih gonjenja za trgovinu ljudima porastao sa 3 u 2006. godini, na 23 u 2007. godini.
Sveukupno, Vlada je procesuirala 95 slučajeva koji su rezultirali sa 83 osude za počinitelje trgovinom ljudima po članu 149. Od ukupnog broja osuđenih lica, 59 je stavljeno na uslovnu kaznu i nije bilo osuđeno na zatvor.
U junu 2007. godine generalni tužilac je naredio tužiocima da zauzmu agresivniji stav u pogledu izricanja kazni osuđenim prestupnicima trgovine ljudima i da ulože žalbu na svaki slučaj u kojem je sudija odredio uslovnu, a ne zatvorsku kaznu. Kao rezultat toga, tokom druge polovine 2007. godine, deo osuđenih prestupnika trgovine ljudima koji su dobili zatvorsku kaznu porastao je sa 36 na 44 procenata tokom prve polovine godine.
Uprkos izveštajima o korupciji u vezi s trgovinom ljudima, Ukrajina ove godine nije uspela da prikaže bilo kakve napore da istraži, krivično goni, ili osudi vladine zvaničnike koji su saučesnici u trgovini ljudima.
Vlada je finansirala redovne, formalne seminare obuke za službenike Ministarstva unutrašnjih poslova za borbu protiv trgovine ljudima širom Ukrajine. Ukrajinska akademija sudija i Tužilačka akademija, uz sponzorstvo Organizacije za evropsku bezbednost i saradnju (OEBS), učestvovale su na osam seminara za 203 sudije i tužilaca iz cele zemlje o pitanjima vezanim za žrtve i obuku o trgovini ljudima I povezanim slučajevima.
Vlada sarađuje s drugim vladama u naporima za sprovođenje zakona u borbi protiv trgovine ljudima, ali je priznala potrebu da se pojednostave procedure za međusobnu pravnu pomoć između Ukrajine i zemalja odredišta trgovine ljudima.

## Zaštita
Preventivni napori Ukrajine ostali su u velikoj meri zavisni od međunarodnog donatorskog finansiranja. Organi za sprovođenje zakona uputili su 456 žrtava nevladinim organizacijama za pomoć.
Kroz programe koje finansiraju donatori i neke vladine organizacije, strane i domaće žrtve trgovine ljudima u Ukrajini dobijaju sklonište, medicinsku, psihološku, pravnu i pomoć pri zapošljavanju.
Nacionalna vlada nije povećala sredstva za žrtve, a lokalne samouprave su pružale nejednaku podršku. Regionalna vlada Hersona izdvojila je 20.170 dolara za finansiranje aktivnosti protiv trgovine ljudima, uključujući podršku centru za reintegraciju. Međutim, sklonište za žrtve trgovine ljudima u Lucku je na ivici da bude zatvoreno zbog nedostatka podrške vlade.
Ukrajina ne kažnjava žrtve za nezakonite radnje počinjene kao direktna posledica trgovine ljudima, ali su prava žrtava seksualne trgovine pogrešno okarakterisana kao „radne prostitutke“ i uskraćena im je poverljivost.
Iako je, sudeći po navodima, sve više žrtava spremno da učestvuje u istragama protiv trgovaca ljudima, slab sistem zaštite svedoka i predrasude prema žrtvama seksualne trgovine i dalje obeshrabruju mnoge od svedočenja na sudu.
Sudovi u Ivano-Frankovskoj oblasti sprovode novi program za razvoj savremenog programa zaštite svedoka.
Vlada ne pruža stranim žrtvama zakonske alternative od preseljenja u zemlje u kojima se mogu suočiti sa teškoćama ili odmazdom.

## Prevencija
Vlada je postigla napredak u sprečavanju trgovine ljudima tokom perioda izveštavanja.
Vlada je 2007. godine na televiziji emitovala program javnog servisa pod nazivom „Ne gledajte na zapošljavanje u inostranstvu kroz ružičaste naočare“ širom Ukrajine i sprovela paralelnu bilbord kampanju.
Nacionalna vlada je potrošila oko 53.465 dolara za štampanje i distribuciju materijala za podizanje svesti, a lokalne samouprave su dale dodatni doprinos aktivnostima prevencije. Vlada nije preduzela nikakve preventivne akcije usmerene na smanjenje potražnje za komercijalnim seksualnim odnosima.
U protekle tri godine, Ukrajinska nacionalna akademija odbrane je, zajedno sa Međunarodnom organizacijom za migracije (IOM), održala časove borbe protiv trgovine ljudima Ukrajinskim trupama koje su raspoređene na međunarodne mirovne dužnosti.
Tokom izveštajnog perioda, Ministarstvo unutrašnjih poslova je radilo sa Interpolom na sprečavanju poznatih prestupnika u vezi sa seksualnim turizmom dece da uđu u Ukrajinu. NAŠI, organizacija sa sedištem u Saskatunu, Saskačevan, Kanada, koja se bori protiv trgovine ljudima podizanjem svesti kroz obrazovanje, osnovala je stručnu školu u Lavovu, Ukrajini, kako bi podučavala devojčice i žene stolarstvu, šivenju, obradi informacija i kuvanju ne bi li one izbegle zarobljeništvo u Ukrajinskoj mreži trgovine ljudima. NAŠI je takođe osnovao Centar Javorov list, resursni centar i sklonište u Ukrajini za mlade ljude koji su u opasnosti od trgovine ljudima.
Odeljenja za socijalne usluge mnogih ukrajinskih oblasti su počela da sarađuju s porodicama i neprofitnim organizacijama na stvaranju „kuća porodičnog tipa“ ili „DBST“ na ukrajinskom.
Shvatajući da porodična dinamika stvara mnogo više stabilnosti i mogućnosti za rizičnu decu, u toku je pomak ka porodičnim institucijama. Organizacije kao što su „Očeva Kuća“ i „MANNA Worlwide“ energično rade na obezbeđivanju porodičnog okruženja punog ljubavi za ovu ranjivu decu.

## Ruska invazija Ukrajine
Tokom izbegličke krize 2022. godine koja je proistekla iz Ruske invazije, prijavljeni su brojni slučajevi trgovaca ljudima koji su ciljali žene i decu.
Agencija UN-a za izbeglice je priznala da se mnoge izbeglice koje beže na granice nalaze u stanju ekstremne opasnosti, da su ranjive i izložene predatorima čija je glavna svrha eksploatacija.
Gilian Trigs, UNHCR-ova pomoćnica Visokog komesara za zaštitu, priznaje da „nacionalne vlasti aktivno predvode odgovor na suzbijanje trgovine ljudima, ali je potrebno učiniti više da se uhvati u koštac s ovim problemom i ublaže rizici”.
“Budući da su žene izložene najvećem riziku, UNHCR je u visokoj pripravnosti i upozorava izbeglice na rizik od predatora i kriminalnih mreža koje mogu pokušati da iskoriste njihovu ranjivost ili ih namame obećanjima o besplatnom prevozu, smeštaju, zaposlenju ili drugim oblicima pomoći.”
Postoje izveštaji o trgovini Ukrajinskim ženama i decom u UAE.